# Reprezentacja Gwinei w piłce nożnej mężczyzn
Reprezentacja Gwinei – kadra Gwinei w piłce nożnej mężczyzn.
Jest reprezentacją narodową założoną w 1960 roku. Syli Nationale nigdy nie zakwalifikowali się do Finałów Mistrzostw Świata. W Finałach Pucharu Narodów Afryki grali dwanaście razy (1970, 1974, 1976, 1980, 1994, 1998, 2000, 2004, 2006, 2008, 2012, 2015), na ogół kończąc swój udział na rundzie grupowej. Największy sukces odniosła w 1976 roku zajmując II miejsce. Wysokie miejsca zajęli także w 2004, 2006, 2008 i 2015 roku dochodząc do ćwierćfinałów. W 2023 roku Gwinea będzie gospodarzem tej imprezy.
Większość reprezentantów Gwinei gra w klubach ligi francuskiej.
Obecnym selekcjonerem kadry Gwinei jest Kanfory Lappe Bangoura

## Udział wMistrzostwach Świata
- 1930 – 1958 – Nie brała udziału (była kolonią francuską)
- 1962 – Nie brała udziału
- 1966 – Wycofała się z eliminacji
- 1970 – Nie brała udziału
- 1974 – 1998 – Nie zakwalifikowała się
- 2002 – Wycofała się z eliminacji
- 2006 – 2022 – Nie zakwalifikowała się

## Udział wPucharze Narodów Afryki
- 1957 – Nie brała udziału (była kolonią francuską)
- 1959 – 1962 – Nie brała udziału
- 1963 – Zdyskwalifikowana[2]
- 1965 – 1968 – Nie zakwalifikowała się
- 1970 – Faza grupowa
- 1972 – Nie zakwalifikowała się
- 1974 – Faza grupowa
- 1976 – II miejsce
- 1978 – Nie zakwalifikowała się
- 1980 – Faza grupowa
- 1982 – 1992 – Nie zakwalifikowała się
- 1994 – Faza grupowa
- 1996 – Nie zakwalifikowała się
- 1998 – Faza grupowa
- 2000 – Faza grupowa
- 2002 – Zdyskwalifikowana[3]
- 2004 – Ćwierćfinał
- 2006 – Ćwierćfinał
- 2008 – Ćwierćfinał
- 2010 – Nie zakwalifikowała się
- 2012 – Faza grupowa
- 2013 – Nie zakwalifikowała się
- 2015 – Ćwierćfinał
- 2017 – Nie zakwalifikowała się
- 2019 - 1/8 finału
- 2021 – 1/8 finału
- 2023 – Ćwierćfinał